# Tropocyclops parvus
Tropocyclops parvus – gatunek widłonoga z rodziny Cyclopidae. Nazwa naukowa tego gatunku skorupiaków została opublikowana w 1931 roku przez niemieckiego zoologa Friedricha Kiefera.